# مقاطعة إيالوميتا
مقاطعة إيالوميتا (بالإنجليزية: Ialomița County)‏ هي مقاطعة في رومانيا، تتبع رومانيا، بلغ عدد سكانها 205٬844 نسمة، في 1930، عاصمتها سلوبوزيا، تبلغ مساحتها 4٬453 كيلومتر مربع.

## التقسيمات الإدارية
- Ciocârlia, Ialomița [الإنجليزية]‏
- Manasia [الإنجليزية]‏
- Bărcănești, Ialomița [الإنجليزية]‏
- Rădulești [الإنجليزية]‏
- Coșereni [الإنجليزية]‏
- Drăgoești, Ialomița [الإنجليزية]‏
- Fierbinți-Târg [الإنجليزية]‏
- Gârbovi [الإنجليزية]‏
- Ion Roată, Ialomița [الإنجليزية]‏
- Jilavele [الإنجليزية]‏
- Movilița, Ialomița [الإنجليزية]‏
- Valea Măcrișului [الإنجليزية]‏
- Sinești, Ialomița [الإنجليزية]‏
- Valea Ciorii [الإنجليزية]‏
- أورزيتشيني  [لغات أخرى]‏
- Armășești [الإنجليزية]‏
- Adâncata, Ialomița [الإنجليزية]‏
- Alexeni [الإنجليزية]‏
- Axintele [الإنجليزية]‏
- Traian, Ialomița [الإنجليزية]‏
- Borănești [الإنجليزية]‏
- Buești [الإنجليزية]‏
- Maia, Ialomița [الإنجليزية]‏
- Ograda [الإنجليزية]‏
- Roșiori, Ialomița [الإنجليزية]‏
- Colelia [الإنجليزية]‏
- Mărculești, Ialomița [الإنجليزية]‏
- Moldoveni, Ialomița [الإنجليزية]‏
- Platonești [الإنجليزية]‏
- Sărățeni, Ialomița [الإنجليزية]‏
- Gura Ialomiței [الإنجليزية]‏
- Bărbulești [الإنجليزية]‏
- Dridu [الإنجليزية]‏
- سلوبوزيا
- Amara, Romania [الإنجليزية]‏
- Andrășești [الإنجليزية]‏
- Balaciu [الإنجليزية]‏
- Bordușani [الإنجليزية]‏
- Bucu, Ialomița [الإنجليزية]‏
- Căzănești [الإنجليزية]‏
- Ciochina [الإنجليزية]‏
- Ciulnița [الإنجليزية]‏
- Cocora, Ialomița [الإنجليزية]‏
- Cosâmbești [الإنجليزية]‏
- Făcăeni [الإنجليزية]‏
- Gheorghe Doja, Ialomița [الإنجليزية]‏
- Gheorghe Lazăr, Ialomița [الإنجليزية]‏
- Giurgeni [الإنجليزية]‏
- Grindu, Ialomița [الإنجليزية]‏
- Grivița, Ialomița [الإنجليزية]‏
- Albești, Ialomița [الإنجليزية]‏
- Mihail Kogălniceanu, Ialomița [الإنجليزية]‏
- Miloșești [الإنجليزية]‏
- Movila, Ialomița [الإنجليزية]‏
- Munteni-Buzău [الإنجليزية]‏
- Perieți, Ialomița [الإنجليزية]‏
- Reviga [الإنجليزية]‏
- Sălcioara, Ialomița [الإنجليزية]‏
- Săveni, Ialomița [الإنجليزية]‏
- Scânteia, Ialomița [الإنجليزية]‏
- Sfântu Gheorghe, Ialomița [الإنجليزية]‏
- Stelnica [الإنجليزية]‏
- Sudiți, Ialomița [الإنجليزية]‏
- Vlădeni, Ialomița [الإنجليزية]‏
- Fetești [الإنجليزية]‏
- Țăndărei [الإنجليزية]‏.